# 60 Ехо
60 Ехо (лат. 60 Echo) је астероид главног астероидног појаса са пречником од приближно 60,20 km.
Афел астероида је на удаљености од 2,831 астрономских јединица (АЈ) од Сунца, а перихел на 1,954 АЈ.
Ексцентрицитет орбите износи 0,183, инклинација (нагиб) орбите у односу на раван еклиптике 3,601 степени, а орбитални период износи 1352,340 дана (3,702 године).
Апсолутна магнитуда астероида је 8,21 а геометријски албедо 0,253.
Астероид је откривен 14. септембра 1860. године.